# 下阿爾帕舒鄉
45°47′N 24°37′E / 45.783°N 24.617°E
下阿爾帕舒鄉（羅馬尼亞語：Comuna Arpașu de Jos, Sibiu），是羅馬尼亞的鄉份，位於該國中部，由錫比烏縣負責管轄，面積119平方公里，海拔高度419米，2007年人口2,753，人口密度每平方公里23人。